# Sertularella tanneri
Sertularella tanneri är en nässeldjursart som beskrevs av Nutting 1904. Sertularella tanneri ingår i släktet Sertularella och familjen Sertulariidae. Inga underarter finns listade i Catalogue of Life.